# Dawsonia papuana
Dawsonia papuana là một loài rêu trong họ Polytrichaceae. Loài này được F. Muell. ex Geh. mô tả khoa học đầu tiên năm 1896.